# Vincent Lange
Vincent Lange (* 15. Juni 1974 in Ost-Berlin) ist ein ehemaliger deutscher Volleyball- und Beachvolleyballspieler. Außerdem ist er als Schauspieler und Model tätig.

## Volleyballkarriere
Vincent Lange spielte nach der Wende Volleyball beim heimischen Regionalligisten Berliner TSC. 1998 wechselte der Libero und Abwehrspezialist zum Bundesligisten Eintracht Innova Berlin. Parallel hierzu spielte er auch Beachvolleyball und nahm an der Seite von Lars-Björn Freier an zwei FIVB-Turnieren in Berlin teil. 2000 ging er zum Lokalrivalen SCC Berlin, wo er 2003 Deutscher Meister wurde. Danach spielte er in Italien bei Copra Piacenca, wo er an der Seite von Christian Dünnes 2006 den europäischen Top Teams Cup gewann. Nach einem kurzen Gastspiel 2008/09 beim Bundesligisten evivo Düren kam Lange von 2010 bis 2012 beim Zweitligisten SV Lindow/Gransee zum Einsatz. Während der Saison 2012/13 wurde er vom VC Dresden verpflichtet.
Vincent Lange absolvierte für die deutsche Volleyball-Nationalmannschaft 30 Länderspiele.

## Andere Aktivitäten
Vincent Lange ist systemischer agile Coach, arbeitet als Berater für Personalentwicklung und war auch als Model und als Schauspieler tätig. Er gründete das Video-Reisemagazin Insider Beat und produziert Kurzfilme und Werbespots. Außerdem ist Vincent Lange Volleyballtrainer und organisiert seit 2002 internationale (Beach-)Volleyball-Camps.